# Делниці (Гореня вас-Поляне)
Делниці (словен. Delnice) — поселення в общині Гореня вас-Поляне, Горенський регіон, Словенія. Висота над рівнем моря: 464,7 м.